# Elizabeth Fairburn Colenso
Elizabeth Fairburn Colenso (29 de agosto de 1821-2 de septiembre de 1904), fue misionera y traductora de la Biblia en Nueva Zelanda.
Nació en una estación de la Sociedad Misionera de la Iglesia en Kerikeri, Nueva Zelanda. Habiendo crecido hablando la lengua maorí desde su infancia, ayudó a ver el Nuevo Testamento maorí a través de la prensa en Inglaterra. Fue un proceso largo pues estuvo corrigiendo a lo largo de medio 1860. Volviendo a Nueva Zelanda a principios de 1867 ayudó a preparar el Nuevo Testamento para la imprenta, corrigiendo la copia impresa, y a veces sugiriendo traducciones alternativas. También tradujo material cristiano a la lengua mota. Después de varios tristes años de matrimonio, su marido, el misionero impresor William Colenso (no confundir con su primo misionero en Sudáfrica, John William Colenso), fue despedido de la misión por adulterio y Elizabeth se separó de él. Es notable por varias razones, incluyendo el hecho de que la Church Mission Society aún la mantuvo a ella y a su trabajo a pesar del hecho de estar separada de su marido (nunca se divorciaron).
Sirvió durante muchos años, antes y después de su traducción de la Biblia, como profesora de una escuela para niños maoríes y también en la isla Norfolk.